# Треакартер
Вулкан Треакартер — вулкан, що знаходиться на західному зовнішньому схилі сомми острова Семисопочний (Алеутські острови, Аляска, США) . Його висота складає 812 м. Купол вулкану (діаметр 2 км) складений пізньоплейстоценовими базальтами[відсутнє в джерелі].